# HND (ミュージシャン)
HND(エイチエヌディー)は、日本の作曲家。WORLD ORDERをはじめとする楽曲制作や、テレビCMの音楽を中心に活動。また、キーボーディスト・編曲家として、安全地帯、橘いずみ など、数多くのライブやレコーディングにも参加している。福井県越前市出身。

## 主な音楽活動

### 楽曲提供
- WORLD ORDER「AQUARIUS」「HELLO ATLANTIS」「REINCARNATION（洋服の青山 CMソング）」

### TV番組
- しまじろうのわお!「せかいの ともだち こんにちは」
- NHK「ダーリンは外国人 ベルリン生活はじめました」・「NHKアーカイブス」テーマ曲

### CM
- JRA
- オンワード樫山「23区」
- 日清食品「ラ王」
- サッポロビール「スーパースター」
- サントリー「ビックル」「超ウコン」
- 武富士
- アサヒ飲料「十六茶」
- スズキ「エスクード」
- JR東日本「VIEW+Suicaカード」
- アサヒビール「新生」「コラーゲンウォーター」
- コーセー「ESPRIQUE」
- マクドナルド「メガマック」
- ブリヂストン
- キリンビバレッジ「ボルヴィック」
- 東京ディズニーリゾート
- ライオン「PRO TEC HEAD」「トップ クリアリキッド」
- 日本ミルクコミュニティ「MEGMILK」
- National エアコン・掃除機
- パルコ
- 日本通運
- プロミス
- 日興コーディアルグループ イチロー編
- 花王「アタック」「クリアクリーン」
- ヤマダ電機
- 日本デルモンテ「ラクベジ」
- 全国信用金庫協会
- カネボウ化粧品「COFFRET D'OR」
- SUBARU
- 東京ディズニーシー アトラクション「タワー・オブ・テラー」
- パナソニック「Lumix」・企業CM
- エスビー食品 おひさまキッチン
- 他多数